# Циклура
Циклура (Cyclura) — рід ящірок з родини Ігуанових. Має 10 видів. Інша назва «кільцехвоста ігуана».

## Опис
Загальна довжина представників цього роду сягає 1,3 м. Колір шкіри оливковий, буруватий, темно-зелений. Тулуб довгий й кремезний, хвіст довгий. На верхній стороні морди три великих конусоподібних луски (Cyclura cornuta). У деяких видів невелика горлова торба. Спинний гребінь невисокий, переривається біля плечей. На хвості є гострі, спрямовані у боки шипи на кожному 3 або 4 рядку поперечної луски. Зуби не зазубрені.

## Спосіб життя
Полюбляють лісисту місцевість, чагарники. Тримаються переважно на деревах і ховаються у дуплах.  Живляться рослинною їжею, дрібними тваринами. 
У цих ігуан існує взаємодопомога при зміні шкіри. Циклури оточують особину, яка линяє, віддирають відмерлі шматки шкіри. Їй це явно подобається, вона їм допомагає, підставляючи боки і лапи. 
Це яйцекладні ящірки. Самиці відкладають до 9 яєць.

## Поширення
Мешкає на островах Карибського басейну.

## Види
- Cyclura carinata
- Cyclura collei
- Cyclura cornuta
- Cyclura cychlura
- Cyclura lewisi
- Cyclura nubila
- Cyclura pinguis
- Cyclura ricordii
- Cyclura rileyi